# ТЕЦ Кузнецького металургійного комбінату
ТЕЦ Кузнецького металургійного комбінату — теплова електростанція у Кемеровській області Росії, яку почали зводити в комплексі з Кузнецьким металургійним комбінатом. Наразі більшість ділянок останнього виведені з експлуатації із залишенням рейкопрокатного виробництва, контроль над яким отримав Західно-Сибірський металургійний комбінат холдингу Євраз. Сама електростанція, що останнім часом відома як Центральна ТЕЦ, на тлі накопичених боргів за газ була продана за символічну суму.
В 1932—1933 роках на майданчику станції ввели в дію  чотири парові котли виробництва німецької компанії Меллер продуктивністю по 150 тонн пари на годину, від яких живились чотири парові турбіни:
- запущена в січні 1932-го потужністю 6 МВт (станційний номер 1);
- введена в лютому 1932-го (номер 2);
- запущена в квітні 1932-го потужністю 24 МВт виробництва німецької компанії WUMAG (Wagon sign wagon and maschinenbau AG Görlitz), яка також відома як турбіна типу Т-25-29 (номер 3);
- введена у вересні 1932-го турбіна потужністю 24 МВт (номер 4).

У 1935-му стала до ладу друга черга, яка мала два котли від Ленінградського металічного заводу, що використовували технологію котла Стерлінга та мали продуктивність по 210 тонн пари на годину, а також дві парові турбіни, з яких щонайменше турбіна № 5 була постачена все тією ж німецькою компанією WUMAG (тип Т-25-29). Загальна потужність двох черг ТЕЦ досягнула 108 МВт і вона була спроможна забезпечувати не лише потреби власного металургійного комбінату, але й різноманітних гірничодобувних підприємств регіону, де на основі родовищ вугілля та залізної руди розгортали необхідну для виробництва зброї базу.
В 1941-му котельне господарство підсилили за рахунок котла виробництва Ленінградського металічного заводу типу КО-ІІІ-200 продуктивністю 200 тонн пари на годину, а в 1943-му запустили парову турбіну № 7 виробництва Ленінградського металічного заводу типу АР-12-29 потужністю 12 МВт.
В 1949-му котельне господарство доповнили котлом від Таганрозького котельного заводу типу ТО-ІІІ-200 продуктивністю 200 тонн пари на годину. Також є відомості, що в якийсь момент ТЕЦ підсилили турбіною № 8.
В 1958-му турбіну № 1 замінили на вироблену Калузьким турбінним заводом типу АР-6-11 потужністю 6 МВт.
Для збільшення теплової потужності ТЕЦ її доповнили чотирма водогрійними котлами типу ПТВМ-100 продуктивністю по 100 Гкал/год, що стали до ладу в 1974 (два), 1980 та 1981 роках.
Фізичний знос, а також аварійне руйнування турбоагрегата, привели з плином часу до виводу з експлуатації турбін № 2, № 4, № 6 (вийшла з ладу в 1993-му) та № 8. Крім того, провадилось переноімнування турбін — турбіни № 1 до рівня Р-3-29/11 зі зменшенням потужності до 3 МВт, турбіни № 3 до рівня Т-16-29 зі зменшенням потужності до 16 МВт, турбіни № 5 до рівня Т-15-29 зі зменшенням потужності до 15 МВт, турбіни № 7 до рівня ПР-7-29 зі зменшенням потужності до 7 МВт.
З іншої сторони, могло монтуватись і нове обладнання — в 2001-му встановили нову турбіну № 6 від Ленінградського металічного заводу типу ПР-30-29 потужністю 30 МВт, а в 2011-му змонтували нову турбіну № 4 від Калузького турбінного заводу типу ПТ-29/35-2,9/1,0 потужністю 29 МВт.
В 2020-му вивели з експлуатації турбіни № 1 та № 7. Таким чином, загальна потужність ТЕЦ скоротилась до 90 МВт.
Складеним наприкінці 2010-х планом розвитку ТЕЦ планується вивід з експлуатації до 2032 року котлів № 4, № 5 та № 6 та всіх турбін крім турбіни № 6.
На момент спорудження ТЕЦ була розрахована на спалювання вугілля, а з 1979-го також отримала змогу споживати природний газ (надійшов до регіону по трубопроводу Нижньовартовськ – Кузбас). Крім того, станція споживала вторинні горючі гази металургійного виробництва. Коли в 2014-му зупинилась коксохімічна ділянка, ТЕЦ, яка й так мала значну заборгованість за природний газ, потрапила у ще гірше фінансове становище.
Для технологічних потреб використовують воду із річки Том.
Видача продукції відбувається по ЛЕП, що працюють під напругою 110 кВ та 35 кВ.